# کریستین اسوندسن
کریستین اسوندسن (به انگلیسی: Christian Svendsen) ژیمناست زادهٔ ۱۳ ژوئیهٔ ۱۸۹۰ میلادی اهل کشور دانمارک است.